# 蓝桥镇
蓝桥镇，是中华人民共和国陕西省西安市蓝田县下辖的一个乡镇级行政单位。

## 行政区划
蓝桥镇下辖以下地区：
蓝桥街村、蓝桥河村、安子沟村、潘坪村、野竹坪村、疙塔庙村、柳坪村、狮峰村、庞家村、鸭峪村、扇车沟村、新店子村和北沟村。